# Karlshamn Station
Karlshamn station er en jernbanestation i Karlshamn i Blekinge.
Fra Karlshamn station kører der øresundstog og pågatåg. Desuden er stationen endestation for pågatåg mellem Kristianstad og Karlshamn.
| Jernbane | Spire Denne jernbaneartikel er en spire som bør udbygges. Du er velkommen til at hjælpe Wikipedia ved at udvide den. |

56°10′37″N 14°52′03″Ø / 56.17686°N 14.86757°Ø